# Cleyera theaeoides
Cleyera theoides  es una especie de planta que pertenece a la familia Pentaphylacaceae, algunos de sus nombres comunes son: copal, naranjillo, taonabo, trompillo, trompillo colorado.

## Clasificación y descripción
Arbusto o árbol de 6 a 12 hasta 15 m de alto, perennifolio; el pecíolo mide de 4 a 8 mm de largo; hojas simples, ovado-elíptica o elíptico-oblonga, de 4.5 a 9 hasta 13.5 cm de largo, de 2 a 4.5 hasta 5.5 cm de ancho, ápice agudo o acuminado, base aguda a cuneada, margen serrulado, nervio medio aparente, el envés de la hoja es más pálida que el haz, coriácea, verde-amarillenta cuando seca; las flores son axilares, solitarias o dispuestas en fascículos de 2 o 3, pedúnculos de 0.8 a 1.2 hasta 1.7 cm de largo, bractéolas lanceoladas, de 2 a 3 mm de largo; sépalos suborbiculares, de 3 a 4 mm de largo y de ancho; pétalos blancos, de 6 a 7 mm de largo, de 5 a 6 mm de ancho; presentan más de 40 estambres; el ovario tiene  3 lóculos, estilo 3-partido, las divisiones persistentes, óvulos ± 12 en cada lóculo, a veces algunos infértiles; fruto globoso-ovoide de color verde, de 6 a 10 mm de largo, de 6 a 8 mm de diámetro, divisiones del estilo de 3 a 4 mm de largo; semillas generalmente más de 30, rara vez mucho menos, de 1.5 a 2 mm de largo, más o menos comprimidas, de color café brillante.

## Distribución y ambiente
Esta especie crece en bosques con carácter mesófilo tales como Bosques de encino, bosques de encino-pino, en altitudes 1400-2000 m s. n. m. En México se distribuye en: Querétaro, Hidalgo, Puebla, Veracruz, Oaxaca, Chiapas; Guatemala; Honduras; El Salvador; Nicaragua; Costa Rica; Panamá; Colombia; Cuba y Jamaica.

## Usos
Medicinales: se usa como remedio para infecciones de la piel; se hace un té de la corteza para tratar la tos.